# Đá bay

Một ngọn phi cước

Đá bay hay phi cước là những chiêu thức võ thuật sử dụng chân tấn công đối thủ trong đó lực tác động đến đối thủ khi thân mình của người ra đòn rời khỏi mặt đất.

## Đặc điểm
Tùy theo đặc tính của các môn võ khác nhau, những chiêu thức đá bay rất đa dạng. Phạm vi của khái niệm bao gồm toàn bộ các chiêu thức dùng chân khi thân mình rời khỏi mặt đất như đã nói trên, nên cú đá bay có thể thực hiện với điểm chạm mục tiêu ở tầm cao (thượng đẳng), hoặc cả những đòn nhảy cao người lên không nhưng lại đá chấn tầm thấp (hạ đẳng) để triệt đầu gối hoặc ống chân đối phương. Nó cũng có thể là một liên hoàn gồm nhiều chiêu đá liên tiếp các mục tiêu trên không, hoặc đòn đơn với các chiêu thức dùng chân quy ước khi đánh trên mặt đất như đá ngang, đá vòng cầu, đá tống trước, đá xoáy, đá chẻ, đá láy, đá xoay người nhưng được kết hợp với độ nhún để nhảy lên khỏi mặt đất trước khi ra đòn, thậm chí, có thể xếp vào các đòn đá bay cả những chiêu tung thân mình úp ngược búng hai chân vào người đối thủ, hoặc nhảy lên quặp cổ đối phương thường thấy trong Việt võ đạo v.v.
Trong võ cổ truyền của Việt Nam và một số võ phái châu Á khác, đòn đá bay được đặt tên thường có chữ "phi" 非　(bay), chẳng hạn đòn song phi cước hay phi long giáng địa v.v. Những đòn đá bay tỏ ra có sức mạnh thực tế rất lớn, do lực đánh là sự kết hợp của quán tính xô đến của cả thân mình và sức mạnh của chân vốn khỏe hơn tay do sinh ra để chống đỡ toàn bộ sức nặng cơ thể. Tuy nhiên, những đòn đá bay hết sức đẹp mắt, cao, và liên hoàn tấn công nhiều mục tiêu trên không chỉ thể hiện nét đẹp và sự dũng mãnh của nó như một xảo thuật điện ảnh hoặc dành cho thi đấu biểu diễn, chẳng hạn môn Taekwondo với những chiêu liên hoàn cước pháp. Trong thực tế cú đá bay không phải là một kỹ thuật dễ dàng tập luyện được thành công và thi triển hữu hiệu. Thậm chí, trong chừng mực nhất định chúng còn là một kỹ thuật khá nguy hiểm cho người sử dụng nếu môn sinh chưa nắm vững được nguyên lý cơ bản của chúng.

## Nguyên tắc thi triển đòn đá bay
Để thi triển đòn đá bay một cách hiệu quả nhất, môn sinh phải hội tụ được những yếu tố cần thiết: sự dẻo dai, tốc độ ra đòn và sức mạnh. Sự dẻo dai có được khi môn sinh được tập luyện thường xuyên những bài tập vươn dãn, bật nhảy, xoạc ngang, xoạc dọc, hất chân về mọi phía. Những bài tập giúp dẻo dai hơn những đường gân dọc xương sống, 2 bên háng, đùi và bắp chân, giúp chúng dễ thích nghi hơn và không bị tổn thương khi môn sinh tung cú đá. Tốc độ cũng là một yếu tố quan trọng bởi đòn đá bay từ khi thi triển đến khi kết thúc được tính bằng giây, một khoảng thời gian cực ngắn, trong khi cơ thể người tung đòn ở trên không lại dễ mất thăng bằng và sẽ rất nguy hiểm nếu cú đá chậm không trúng mục tiêu, khiến đối phương dễ dàng phản công. Những bài tập gia tăng tính dẻo dai cũng được phối hợp với những bài luyện sức mạnh giúp cho cú đá bay, một chiêu thức được sử dụng tốn nhiều công sức, có được tính hiệu quả.
Thêm vào đó, cú đá bay phải được tung ra một cách bất ngờ và thật chính xác. Một điều vô cùng quan trọng là cú đá bay nên được sử dụng như một cú phản đòn, hoặc một đòn kết thúc trận đấu. Đừng bao giờ sử dụng cú đá bay như một chiêu thức tấn công, cũng không nên sử dụng như chiêu thức mở màn những trận đấu có thể kéo dài vì người ra đòn sẽ rất nhanh chóng bị mất sức, trừ khi người ra đòn đã gần như nắm chắc phần thắng chớp nhoáng nếu so sánh thực lực với đối phương. Đòn đá thường hiệu quả nhất khi đối thủ xông vào tấn công, chúng ta thét lên cực mạnh cướp tinh thần của đối thủ và tung người lên ra đòn. Không được để đối thủ biết ý định chúng ta sắp tung đòn đá bay, vì đối thủ sẽ có nhiều cách, nhiều thế né tránh, phản công. Khi bay người lên không phải co chân sau thủ kín vùng hạ bộ, vì khi nhảy lên, vùng này rất trống trải và là mục tiêu tấn công hữu hiệu của đối thủ.
Kết thúc đòn đá bay, khi đáp người xuống môn sinh phải đứng ngay vào một thế tấn vững chắc và phòng thủ kín để sẵn sàng ra đòn tiếp theo.
Một trong những yêu cầu khác để thi triển một cú đá bay hữu hiệu là môn sinh nên luyện tập một thế đá bay nào đó phù hợp nhất với bản thân, luyện thành thục trước khi chuyển sang tập chiêu thức khác. Không nên tập nhiều thế đá bay mà kết quả là đánh mất sự linh diệu của từng thế. Khi thi triển cú đá bay cũng không nên lạm dụng quá hai lần liên tiếp.